# Erythroplusia pyropia
Erythroplusia pyropia är en fjärilsart som beskrevs av Butler 1879. Erythroplusia pyropia ingår i släktet Erythroplusia och familjen nattflyn. Inga underarter finns listade i Catalogue of Life.